# Jugend in Wien
Jugend in Wien ist der Titel der Autobiografie von Arthur Schnitzler, die dieser vorwiegend zwischen 1915 und 1918 unter dem Titel „Leben und Nachklang, Werk und Widerhall“ ausgearbeitet hat. Sie wurde 1968 postum von Heinrich Schnitzler, dem Sohn des Autors, und Therese Nickl herausgegeben. Der behandelte Zeitraum reicht von der Geburt 1862 weg und endet 1889. Die erzählte Zeit von Jugend in Wien hört damit vor der Zeit auf, in der Schnitzler erfolgreicher Schriftsteller wurde. Er selbst hatte geplant, den behandelten Zeitraum bis 1900 fortzuführen, dies aber nie verwirklicht. 1919 überlegte Schnitzler, die Zeit ab 1889 in Romanform zu behandeln, den er unter dem Arbeitstitel „Theaterroman“ plante. Dieser Text wurde als Fragment aus dem Nachlass veröffentlicht.

## Verwendungen des Titels
- 1974 wurde der Titel für eine Ausstellung am Deutschen Literaturarchiv Marbach verwendet: Jugend in Wien. Literatur um 1900. Eine Ausstellung des Deutschen Literaturarchivs im Schiller-Nationalmuseum Marbach am Neckar. Ausstellung und Katalog Ludwig Greve, Werner Volke. Unter Mitarbeit von Gudrun Gertschat, Birgit Kramer, Margot Pehle und Jutta Salchow. München: Kösel 1974.
- In Wien gab die Jugendstelle des Stadtmagistrats eine Zeitschrift mit diesem Titel heraus.

### Ausgaben
- Arthur Schnitzler: Jugend in Wien. Eine Autobiographie. Hg. Heinrich Schnitzler und Therese Nickl. Mit einem Nachwort von Friedrich Torberg. Wien, München, Zürich: Molden 1968.
- Mehrfach Nachdruck als Taschenbuch im S. Fischer Verlag
- Online auf Zeno.org

### Sekundärliteratur
- Fliedl, Konstanze: Arthur Schnitzler: Poetik der Erinnerung, Wien: Böhlau 1997 (Literatur in der Geschichte, Geschichte in der Literatur, Bd. 42).

- Hilmes, Carola: „Individuum est ineffabile. Selbstdeutungen des Ich und der Stellenwert der Autobiographie“, in: Graevenitz, Gerhard von (Hrsg.): Konzepte der Moderne, Stuttgart: Metzler 1999 (Germanistische Symposien, Berichtsbände 20), S. 284–302.
- Hoffmann, Volker: „Tendenzen in der deutschen autobiographischen Literatur 1890–1923“, in: Niggl, Günter (Hrsg.): Die Autobiographie: zu Form und Geschichte einer literarischen Gattung, Darmstadt: Wissenschaftliche Buchgesellschaft 1989 (Wege der Forschung 565), S. 482–519.
- Jürgensen, Christoph: „Jugend in Wien“, in: Jürgensen, Christoph, Wolfgang Lukas und Michael Scheffel (Hrsg.): Schnitzler-Handbuch: Leben, Werk, Wirkung, Stuttgart: Verlag J.B. Metzler 2014, S. 276–279.
- Nehring, Wolfgang: „»Kulturhistorisch interessant«. Zur Autobiographie Arthur Schnitzlers.“, in: Misch, Manfred (Hrsg.): Autobiographien als Zeitzeugen, Tübingen: Stauffenburg 2001 (Stauffenburg Colloquium, Bd. 60), S. 75–90.
- Rey, William H.: „‚Werden, was ich werden sollte‘: Arthur Schnitzlers Jugend als Prozess der Selbstverwicklichung“, in: Modern Austrian Literature: Journal of the International Arthur Schnitzler Research Association 10/3–4 (1977), S. 129–42.
- Scheible, Hartmut: „Diskretion und Verdrängung. Zu Schnitzlers Autobiographie“, in: Scheible, Hartmut (Hrsg.): Arthur Schnitzler in neuer Sicht, München: Fink 1981, S. 206–215.
- Weissenberger, Klaus: „Arthur Schnitzlers Autobiographie Jugend in Wien – die Entmythisisierung einer literarischen Gattung“, in: Strelka, Joseph (Hrsg.): Die Seele ... ist ein weites Land: kritische Beiträge zum Werk Arthur Schnitzlers, Bern ; New York: P. Lang 1996 (New Yorker Beiträge zur österreichischen Literaturgeschichte, Bd. 8), S. 163–192.